# Mortes em 2019
Esta é uma relação de pessoas notáveis que morreram durante o ano de 2019.